# وارنر رابینز، منطقه آماری کلان‌شهری جورجیا
وارنر رابینز (به انگلیسی: Warner Robins) یک منطقه آماری کلان‌شهری و منطقه کلان‌شهری در ایالات متحده آمریکا است که در جورجیا قرار دارد. وارنر رابینز ۱۹۱٬۷۷۹ نفر جمعیت دارد.